# Pueblos del Sur (álbum de Calchakis)
Pueblos del Sur es un disco de estudio de Los Calchakis, grabado en 1983 con el sello francés ARION, este trabajo está dedicado al folklore de los países del cono Sur sudamericano.

## Lista de canciones
| N.º | Título                     | Música                          | Duración |  |
| 1.  | «El carretero»             | Guillermo Portabales            |          |  |
| 2.  | «Sanjuanero +»             | Rafael Escalona arr. H. Miranda |          |  |
| 3.  | «Gracias a la vida»        | Violeta Parra                   |          |  |
| 4.  | «Cambai»                   | A. Ariel                        |          |  |
| 5.  | «Alturas de Machu Picchu»  | L. Saavedra                     |          |  |
| 6.  | «Diego Rivera»             | H. Miranda y A. Ariel           |          |  |
| 7.  | «Himalaya»                 | Pedro Dos Santos                |          |  |
| 8.  | «Salida al mar»            | H. Miranda y Maleck Lahbib      |          |  |
| 9.  | «Patria adentro»           | H. Miranda y César Isella       |          |  |
| 10. | «La escala»                | Chiloé                          |          |  |
| 11. | «Cachullapi de las brujas» | folklore arr. H. Miranda        |          |  |
| 12. | «Es mi pueblo del Sur»     | César Isella                    |          |  |

+ Tema repetido de La guitare indienne

## Integrantes
- Héctor Miranda
- Aldo Ariel
- Carlos Morales
- José Marti
- Alberto Rodríguez
- Lucio Saavedra